# Шивіїнське сільське поселення (Калганський район)
Шивії́нське сільське поселення (рос. Шивиинское сельское поселение) — сільське поселення у складі Калганського району Забайкальського краю Росії.
Адміністративний центр — село Шивія.

## Населення
Населення сільського поселення становить 132 особи (2019; 205 у 2010, 280 у 2002).

## Склад
До складу сільського поселення входять:
| Населений пункт     | Населення, осіб (2002) | Населення, осіб (2010) |
| ------------------- | ---------------------- | ---------------------- |
| Запокровський, село | 20                     | 10                     |
| Шивія, село         | 260                    | 195                    |